# Discografia de Il Divo
A discografia do grupo vocal multinacional de pop-ópera, Il Divo, contém cinco álbuns de estúdio e oito singles. Seu álbum de estreia, Il Divo, foi lançado em 2004 e foi número um em 13 países em todo o mundo. Seu segundo álbum, Ancora, foi lançado em 2005, foi número um nos Estados Unidos vendendo mais de 150.000 cópias durante sua primeira semana. Seu terceiro álbum, The Christmas Collection, foi lançado em outubro de 2005 e foi certificado 2 × Platina no Canadá e Platina na América. Seu quarto álbum, Siempre, foi lançado em 2006, e foi número um em dez países. Seu quinto álbum, The Promise foi lançado em 2008 e foi número um em sete países.

## Álbums

### Discografia completa / Cronologia
2004 - Il Divo 
2005 -   Il Divo. Gift Pack
2005 - The Christmas Collection
2005 - Ancora
2006 -   Il Divo Collezione 
2006 - Siempre 
2006 -  Christmas Collection. The yule log
2008 - The Promise 
2008 -  The Promise. Luxury Edition
2009 -  An Evening with Il Divo: Live in Barcelona
2011 - Wicked Game 
2011 -  Wicked game. Gift Edition
2011 -  Wicked Game. Limited Edition Deluxe Box Set
2012 - The Greatest Hits
2012 -  The Greatest Hits. Gift Edition
2012 -  The Greatest Hits. Deluxe Limited Edition
2013 - A Musical Affair
2014 -  A Musical Affair. Track by track (Digital)
2014 -  A Musical Affair. Exclusive
2014 -  A Musical Affair. French versión
2014 -  Live in Japan
2014 -  Live in Japan. Japan Versión
2015 - Amor & Pasión

### Discografia detalhada

#### Álbuns de estúdio
| Ano                                                      | Detalhes sobre o álbum                                                                                       | Pico de posições nas paradas | Pico de posições nas paradas | Pico de posições nas paradas | Pico de posições nas paradas | Pico de posições nas paradas | Pico de posições nas paradas | Pico de posições nas paradas | Pico de posições nas paradas | Pico de posições nas paradas | Pico de posições nas paradas | Certificações (limiares de vendas)                                 |
| Ano                                                      | Detalhes sobre o álbum                                                                                       | UK                           | AUS                          | AUT                          | CAN                          | FRA                          | GER                          | IRE                          | NL                           | SWI                          | US                           | Certificações (limiares de vendas)                                 |
| -------------------------------------------------------- | --- | ---------------------------- | ---------------------------- | ---------------------------- | ---------------------------- | ---------------------------- | ---------------------------- | ---------------------------- | ---------------------------- | ---------------------------- | ---------------------------- | ------------------------------------------------------------------ |
| 2004                                                     | Il Divo - Lançado: 1 de Novembro de 2004 - Gravadora: Syco - Formatos: CD, digital download                  | 1                            | 1                            | 2                            | 1                            | 4                            | 2                            | 2                            | 1                            | 2                            | 4                            | - UK: 4× Platina - AUS: 3× Platina - CAN: 3× Platina - US: Platina |
| 2005                                                     | The Christmas Collection - Lançado: 25 de Outubro de 2005 - Gravadora: Syco - Formatos: CD, digital download | —                            | 16                           | 18                           | 1                            | 122                          | 75                           | —                            | 4                            | 13                           | 14                           | - CAN: 2× Platina - AUS: Ouro - US: Platina                        |
| 2005                                                     | Ancora - Lançado: 7 de Novembro de 2005 - Gravadora: Syco - Formatos: CD, digital download                   | 1                            | 1                            | 6                            | 1                            | 9                            | 18                           | 3                            | 2                            | 4                            | 1                            | - UK: 3× Platina - AUS: 4× Platina - CAN: 3× Platina - US: Ouro    |
| 2006                                                     | Siempre - Lançado: 27 de Novembro de 2006 - Gravadora: Syco - Formatos: CD, digital download                 | 2                            | 2                            | 9                            | 1                            | 10                           | 22                           | 2                            | 1                            | 1                            | 6                            | - UK: 2× Platina - AUS: 2× Platina - CAN: 3× Platina - US: Platina |
| 2008                                                     | The Promise - Lançado: 10 de Novembro de 2008 - Gravadora: Syco - Formatos: CD, digital download             | 1                            | 5                            | 11                           | 2                            | 22                           | 24                           | 2                            | 1                            | 6                            | 5                            | - UK: Platina - AUS: Platina - US: Ouro - EU: Platina              |
| 2011                                                     | Wicked Game - Released: 8 November 2011 - Label: Syco - Formats: CD, digital download                        | 6                            | 11                           | 12                           | 11                           | —                            | 28                           | 15                           | 2                            | 3                            | 10                           | - UK: Ouro - AUS: Ouro - CAN: Ouro                                 |
| 2013                                                     | A Musical Affair - Released: 4 November 2013 - Label: Columbia - Formats: CD, digital download               | 5                            | 40                           | 16                           | —                            | 42                           | 64                           | 21                           | 6                            | 24                           | 19                           |                                                                    |
| 2015                                                     | Amor & Pasión - Released: 6 November 2015 - Label: Columbia, Syco, Sony - Formats: CD, digital download      | -                            | -                            | -                            | -                            | -                            | -                            | -                            | -                            | -                            | -                            |                                                                    |
| "—" denotes album that did not chart or was not released | |                              |                              |                              |                              |                              |                              |                              |                              |                              |                              |                                                                    |

#### Álbuns ao vivo
| Ano  | Detalhes sobre o álbum | Pico de posições nas paradas | Pico de posições nas paradas | Pico de posições nas paradas | Pico de posições nas paradas | Pico de posições nas paradas | Pico de posições nas paradas |
| Ano  | Detalhes sobre o álbum | AUT                          | CAN                          | FRA                          | IRE                          | NL                           | SWI                          |
| ---- | --- | ---------------------------- | ---------------------------- | ---------------------------- | ---------------------------- | ---------------------------- | ---------------------------- |
| 2009 | An Evening With Il Divo — Live In Barcelona - Lançado: 1 de Dezembro de 2009 - Gravadora: Syco - Formatos: CD, digital download | 26                           | 19                           | 198                          | 29                           | 9                            | 15                           |
| 2009 | Live in Japan - Lançado: 2014 - Gravadora: Syco, Sony - Formatos: CD, DVD, BluRay digital download                              |                              |                              |                              |                              |                              |                              |

#### Álbuns de compilação
| Ano  | Detalhes sobre o álbum                                                                   | Notas |
| ---- | ---------------------------------------------------------------------------------------- | ----- |
| 2012 | The Greatest Hits - Lançado: 12 - Gravadora: Syco, Sony - Formatos: CD, digital download |       |

#### Álbuns temporada
| Ano  | Detalhes sobre o álbum                                                                                             | Notas |
| ---- | --- | ----- |
| 2012 | The Christmas Collection - Lançado: 25 de outubro de 2005 - Gravadora: Syco, Sony - Formatos: CD, digital download |       |

#### Edições Especiais
2005 -   Il Divo. Gift Pack 
2006 -   Il Divo Collezione  
2006 -  Christmas Collection. The yule log 
2008 -  The Promise. Luxury Edition
2011 -  Wicked game. Gift Edition 
2011 -  Wicked Game. Limited Edition Deluxe Box Set 
2012 -  The Greatest Hits. Gift Edition
2012 -  The Greatest Hits. Deluxe Limited Edition 
2014 -  A Musical Affair. Track by track (Digital)
2014 -  A Musical Affair. Exclusive 
2014 -  A Musical Affair. French versión 
2014 -  Live in Japan. Japan Versión

## Singles
| Ano  | Single                                      | Pico de posições nas paradas | Pico de posições nas paradas | Pico de posições nas paradas | Pico de posições nas paradas | Pico de posições nas paradas | Pico de posições nas paradas | Pico de posições nas paradas | Álbum   |
| Ano  | Single                                      | AUT                          | FRA                          | IRE                          | ITA                          | NOR                          | SWI                          | US AC                        | Álbum   |
| ---- | ------------------------------------------- | ---------------------------- | ---------------------------- | ---------------------------- | ---------------------------- | ---------------------------- | ---------------------------- | ---------------------------- | ------- |
| 2005 | "Regresa a mi (Unbreak My Heart)"           | —                            | 88                           | —                            | —                            | —                            | —                            | 33                           | Il Divo |
| 2005 | "O Holy Night"                              | —                            | —                            | 28                           | —                            | —                            | —                            | —                            | Ancora  |
| 2006 | "I Believe in You (Je crois en toi)"        | —                            | 30                           | —                            | —                            | —                            | 35                           | 31                           | Ancora  |
| 2006 | "The Time of Our Lives" (with Toni Braxton) | 24                           | —                            | —                            | 32                           | 16                           | 8                            | —                            | Ancora  |
| 2006 | "Nights In White Satin (notte di luce)"     | —                            | —                            | —                            | —                            | —                            | 81                           | —                            | Siempre |

### Canções que ganharam novas versões com Il Divo
Lista incompleta.
- «Regresa A Mí / Volta Pra mim / Un-Break My Heart»
- «Nella Fantasia»
- «Passerà»
- «The Man You Love»
- «A Mi Manera - My Way»
- «Senza Catene - Unchained Melody»
- «Héroe»
- «Solo Otra Vez »
- «Pour que tu m'aimes encore»
- «En Aranjuez Con Tu Amor»
- «Isabel»
- «Notte Di Luce - Nights in White Satin »
- «Caruso»
- «Desde el día que te fuiste - Without You»
- «Un regalo que te dio la vida - Have You Ever Really Loved a Woman?»
- «Por ti seré - You Raise Me Up»
- «Somewhere»
- «Adagio»
- «Hallelujah»
- «The Winner Takes It All - Va todo al ganador»
- «Amazing Grace»
- «She»
- «La Fuerza Mayor - The Power of Love»
- «Somewhere»
- «With You I'm Born Again - Por ti vuelvo a nacer»
- «I Believe I Can Fly - Se que puedo volar»
- «Il Mio Cuore Va - My Heart Will Go On»
- «I Will Always Love You (Siempre Te Amaré)»
- «Can't Help Falling in Love»
- «Alone»
- «Música»
- «L'Alba del Mondo»
- «Crying (Llorando)»
- «Don't Cry for Me Argentina»
- «Falling Slowly - Te Prometo »
- «Come What May - Te Amaré»
- «Wicked Game (Melanconia)»
- «Falling Slowly (Te Prometo)»
- «Stay (Ven a Mí)»
- «Time to Say Goodbye - Con te Partiró»
- «Memory»
- «Can You Feel the Love Tonight»
- «Bring Him Home»
- «Tonight »
- «All I Ask Of You»
- «Some Enchanted Evening »
- «Who Can I Turn To?»
- «Who Wants to Live Forever?»
- «You'll Never Walk Alone»
- «If Ever I Would Leave You»
- «Love Changes Everything»
- «The Music Of The Night»
- «Belle»
- « Le Temps Des Cathédrales»
- « Aimer»
- «L'Envie d'Aimer»
- «Amor eterno»
- «Spanish Eyes»
- «Por una cabeza»
- « Abrázame»
- «Si Voy A Perderte (Don't Wanna Lose You)»
- «Quizás, Quizás, Quizás (Perhaps, Perhap, Perhaps»
- «Bésame mucho»
- «¿Quien Será?»
- «Volver»
- «Historia De Un Amor»
- «Eres Tú»
- «Contigo En La Distancia»
- «A Las Mujeres Que Yo Amé (To All the Girls I've Loved Before)»
- «Himno de la Alegría (Ode to Joy)»

## Álbuns de vídeo
| Ano  | Detalhes                                                                                                  | Certificações                   | Notas |
| ---- | --- | ------------------------------- | --- |
| 2004 | Live At Gotham Hall - Gravadora: Syco - Formato: DVD                                                      |                                 | - Concerto em Nova York |
| 2005 | Mama - Gravadora: Syco - Formato: DVD                                                                     |                                 | - Making of do vídeo Mama - Mom - Live in New York - Galeria |
| 2006 | The Yule Log: The Christmas Collection - Gravadora: Syco - Formato: DVD / CD                              |                                 | - Documentário Il Divo |
| 2006 | Encore - Lançado: 24 de Janeiro de 2006 - Gravadora: Syco - Formato: DVD                                  | - CAN: 3× Platina - US: Platina | - Um concerto ao ar livre "ao vivo" filmado no Teatro Romano de Mérida (Espanha), 2005. - Também inclui; Il Divo Revealed documentário. - Vídeos de música para "Regresa A Mi (Unbreak My Heart)" e "Mama". |
| 2007 | Live at the Greek Theatre - Lançado: 2007 - Gravadora: Syco - Formato: DVD / BluRay                       | - US: 2× Platina                | - concerto ao vivo realizado em 27 de Junho de 2006 no Teatro Grego, em Los Angeles, Califórnia como parte de sua turnê mundial de 2006. - Também apresenta o vídeo musical "The Time of our Lives", executado com Toni Braxton como o canção oficial da Copa do Mundo de 2006. - Entrevistas com os membros do grupo. |
| 2008 | At the Coliseum - Lançado: 1 de Dezembro de 2008 - Gravadora: Syco - Formato: DVD / BluRay                |                                 | |
| 2009 | An Evening With Il Divo: Live in Barcelona - Lançado: 2009 - Gravadora: Syco - Formato: DVD / CD / BluRay |                                 | - Concerto gravado no Palau Sant Jordi, Barcelona, Espanha, em 3 de abril de 2009. - Também apresenta cenas de bastidores. |
| 2011 | Live in London - Lançado: 1 de agosto de 2011 - Gravadora: Syco - Formato: DVD / BluRay                   |                                 | - Concerto - Wicked Game e gravação de documentário dos ensaios de concerto |
| 2014 | Live in Japan - Lançado:1 de dezembro de 2014 - Gravadora: Syco - Formato: DVD / BluRay / CD              |                                 | - Concerto - Concerto no Teatro Nippon Budokan em Tóquio |

## Vídeos de música
| Year | Title                         | Album                            | Director        | Recording                                        |
| ---- | ----------------------------- | -------------------------------- | --------------- | ------------------------------------------------ |
| 2005 | Regresa a mí                  | Il Divo                          | Sharon Maguirem | Grabado en Eslovênia en 2004                     |
| 2005 | Mama]                         | Il Divo                          | Fátima Andrade  | Grabado en Tropea, Italy en 2005                 |
| 2005 | The Time of Our Lives         | Voices from the FIFA World Cup   | Nigel Dick      | Grabado para 2006 FIFA World Cup                 |
| 2014 | [Le Temps Des Cathédrales     | A Musical Affair. French version |                 | Grabado en Théâtre du Gymnase in Paris, France.  |
| 2014 | Who Wants to Live Forever     | A Musical Affair. French version |                 | Grabado en Théâtre du Gymnase in Paris, France.  |
| 2014 | Aimer                         | A Musical Affair. French version |                 | Grabado en Théâtre du Châtelet in Paris, France. |
| 2014 | Can You Feel the Love Tonight | A Musical Affair. French version |                 | Grabado en Théâtre du Gymnase in Paris, France.  |
| 2014 | Memory                        | A Musical Affair. French version |                 | Grabado en Théâtre du Châtelet in Paris, France. |